# Municipio de Sandstone (Minnesota)
El municipio de Sandstone (en inglés: Sandstone Township) es un municipio ubicado en el condado de Pine en el estado estadounidense de Minnesota. En el año 2010 tenía una población de 824 habitantes y una densidad poblacional de 5,23 personas por km².

## Geografía
El municipio de Sandstone se encuentra ubicado en las coordenadas 46°6′56″N 92°47′12″O / 46.11556, -92.78667. Según la Oficina del Censo de los Estados Unidos, el municipio tiene una superficie total de 157.63 km², de la cual 156,91 km² corresponden a tierra firme y (0,46 %) 0,72 km² es agua.

## Demografía
Según el censo de 2010, había 824 personas residiendo en el municipio de Sandstone. La densidad de población era de 5,23 hab./km². De los 824 habitantes, el municipio de Sandstone estaba compuesto por el 92,6 % blancos, el 0,61 % eran afroamericanos, el 3,03 % eran amerindios, el 0,12 % eran asiáticos, el 0,73 % eran de otras razas y el 2,91 % eran de una mezcla de razas. Del total de la población el 2,06 % eran hispanos o latinos de cualquier raza.